# ケイ・エム・プロデュース
株式会社ケイ・エム・プロデュース（K.M.Produce、KMP）は、日本のアダルトビデオメーカーである。

## 沿革
2002年4月創業。当初は企画物ないし企画単体中心であったが、及川奈央・紋舞らんなどインディーズ作品に出演していた女優と専属契約を行い、2004年には専属新人レーベル「ミリオンエンジェル」レーベルをスタートさせ、女優物中心にシフトした。ビデ倫加盟メーカーであったが、当初からレンタルと並行してセル、DVDに力を入れる新しいタイプのメーカーとしてスタート。設立時のコンセプトは「楽しく見れて、しっかり抜ける」。
2003年から「ミリオンガールズ」（2004年は「ミリオンプロジェクト」、2005年・2006年は「ミリオンランド」、2007年は「ミリオンエンジェル」のみ）を選出、イベント活動や共演作の製作を行っている。2010年には、2005年以来5年ぶりにミリオンガールズを選出し全員が平成生まれでもある。
2005年10月、日本ビデオ倫理協会（ビデ倫）を脱退、現在はクリスタル映像が設立した日本映像ソフト制作・販売倫理機構（制販倫）と日本コンテンツ審査センターに加盟。
2010年時点で、宇宙企画、レアル・ワークス、S級素人作品も当社よりリリースしていた。
スカパー・ブロードキャスティングが運営するCS放送局、KMPチャンネル（942ch）にはほぼすべての番組作品を提供している。
2020年9月1日より月額動画見放題サービス「Aver」（エイバー）を開始。2017年にスタートした強みと言えるアダルトVR作品を中心に、KMP制作の2D作品も多くラインナップしていたが、諸般の事情により2021年4月15日をもって、全てのサービスを終了した。
2023年3月10日、設立20周年記念イベント「真心こめて… ふれあいの大感謝デー」を東京・代々木LODGEにて開催。イベントは、かつて同社（Millionレーベル）の専属女優であり、タレントの佐倉絆とお笑いコンビ・トム・ブラウンがMCを務め、同社作品に出演経験のある美園和花、松本いちか、沙月恵奈、佐藤ののか、乙アリスがゲスト出演し行われた。
2025年6月2日、WILL系列に続いて人気企画単体女優3名をMillion専属契約を結ぶことを発表し、第1弾は8月より乙アリスがMillion専属女優に転身した。

## 現在の専属女優
- million
  - 乙アリス（2025年8月～）（専属以前にも企画単体女優として出演歴あり）

## 主なレーベル
- million - 女優レーベル
  - 歴代ミリオンガールズ/プロジェクト/ランドメンバー 
    - ミリオンガールズ2003及川奈央、神谷沙織、長谷川瞳、早坂ひとみ、紋舞らん
ミリオンプロジェクト2004
ミリオンガールズ上原深雪、沢口あすか、杉浦美由、nao.、中島京子
ミリオンエグゼクティブ及川奈央、早坂ひとみ
ミリガOG長谷川瞳、紋舞らん
ミリオンエンジェル如月カレン、美里かすみ
うまなみガールズはらだはるな、藤森かおり、三上翔子
ミリオンランド2005
ミリオンガールズ2005小沢菜穂、如月カレン、桜朱音
ミリオンエグゼクティブ及川奈央、早坂ひとみ、紋舞らん
ミリオンエンジェルあいみ、神谷姫
おかずっ娘。今野由愛、広瀬奈央美、三上翔子
ミリオンマダムズ赤坂ルナ、紫彩乃
ミリオンランド2006
ミリオンエグゼクティブ小沢菜穂、如月カレン、早坂ひとみ
ミリオンエンジェル綾瀬メグ、上戸あい、早乙女優、春咲あずみ
おかずガールズ楓アイル、田中梨子、REINA
チームコギャル紅音ほたる、麻生岬、MIMI
ミリオンマダムズ新堂有望、立花瞳
ミリオンエンジェル2007糸矢めい、春咲あずみ、浅尾リカ、相崎琴音
ミリオンガールズ2010藤井シェリー、麻倉憂、大石のぞみ
ミリオンガールズ2011藤井シェリー、麻倉憂、神咲詩織
ミリオンガールズ2012藤井シェリー、麻倉憂、神咲詩織、桜菜々美
ミリオンガールズZ2014星美りか、佐倉絆、坂口みほの、クリスティーン
ミリオンガールズZ2015星美りか、佐倉絆、友田彩也香、桜井あゆ、絢森いちか→水嶋杏樹（絢森・水嶋は「研究生」として参加）
ミリオンガールズZ2016星美りか、佐倉絆、友田彩也香
その他

専属女優
糸矢めい、小西あすか、戸田エリナ、ひなの、愛音まひろ、あいの詩、秋元なつみ、松田亜美、hiromi、柚希つばさ、一条綺美香、愛来ゆう、綾波ゆめ、河北はるな、沙月とわ、夢見照うた、阿部乃みく、七瀬いおり、七瀬アリス、星なこ、澪川はるか、小那海あや
企画単体女優
上原亜衣、波多野結衣、松本いちか 、枢木あおい、木下ひまり、沙月恵奈
- KMP PREMIUM
- SCOOP - 2011年7月発足の素人企画系レーベル
- 宇宙企画 - 旧メディアステーションの女優レーベル
  - 宇宙企画ガールズ2012成瀬心美、つぼみ、さとう遥希、若葉ひまり、篠宮ゆり
その他

専属女優
糸矢めい、葵ちひろ、麻倉まみ、高岡紗英、片瀬まこ、熊田夏樹、綾波優、桃瀬えみる、眞鍋しおり、南ともか、水希百合、水野あすみ、森村はるか、有川真生、鈴夏ゆらん、君野ゆめ、花鳥レイ、水樹うるは、雪本芽衣、優菜真白、波木はるか、最上架純
企画単体女優
源すず、有村千佳 他
- BAZOOKA - 旧メディアステーションの企画系レーベル
  - バズーカガールズ2011西山希、鈴音りおな、紗奈、吉川ゆあ
その他高瀬七海、浜崎りお、初美沙希、大槻ひびき、枢木あおい、松本いちか、木下ひまり、沙月恵奈

- REAL - 旧レアル・ワークスのメインレーベル
  - レアルガールズ2011星優乃、川上ゆう、小桜沙樹、つぼみ
レアルガールズ2012みづなれい、前田陽菜、月丘雅
その他水元ゆうな、瀬戸由衣、あいみ、上戸あい、成瀬るな、成島りゅう、Maika、友田彩也香、大槻ひびき、琥珀うた、上原亜衣、ゆきのあかり、大島薫、枢木あおい、松本いちか、木下ひまり、沙月恵奈

- S級素人 - 2008年7月発足の企画専門レーベル
- 俺の素人
- Nadeshiko - トップ･マーシャル傘下、隼エージェンシー制作の熟女系レーベル
- UMANAMI - 股間が【うまなみ】勃起AVレーベル
- ナンパHEAVEN - ナンパレーベル
- 僕たち男の娘 - 2015年発足のニューハーフレーベル
- おかず。 - 企画系レーベル
- EDGE - 2015年発足のアダルトアニメレーベル
- 300(スリーハンドレッド)
- エロガチャ
- ヒメゴト

### かつて存在したレーベル
- うまなみ。（セル向けは「おかず。」レーベル） - 2007年4月をもってリリース終了
- ミリオンマダムズ（セル向けは「おかず。」レーベル） - 2006年10月リリース分より、トップ･マーシャル傘下の新メーカー「Nadeshiko」（なでしこ）に移管
- ミリオンエンジェル（セル向けは「ミリオン」レーベル） - ミリオンに統合
- ECSTASY - 旧レアル・ワークスのハード系レーベル
- M - 旧レアル・ワークスの痴女系レーベル
- SLEAZY - 2011年8月発足の巨乳専門レーベル
- マダムス - 2012年5月発足の熟女・人妻系レーベル

### VR
- KMP VR
- ステルス
- S級素人VR
- SCOOP VR
- KMPVR-彩-
- BAZOOKA VR
- KMPVR-bibi-
- サロメ・プロローグ
- AVER VR

## ミリオンガールズZ
キャンペーンガールとして誕生したミリオンガールズZが、レーベル10周年を記念し2014年にアイドルグループとしてステージデビュー。2015年に配信限定でメジャーデビュー。当初のメンバーは星美りか、佐倉絆、友田彩也香、桜井あゆ、絢森いちか。AV女優によるユニットのメジャーデビューは恵比寿マスカッツ以来。所属メーカー主導のAV女優によるアイドルグループとしては初めてとなったが、2016年12月6日のライブを持って活動休止。解散はしていないもののメーカー移籍や引退によりメンバーは2019年現在、佐倉絆のみとなっている。
佐倉の引退を受け、2020年2月24日、 東京・大塚Hearts＋にて限定復活。特別ゲストとしてこの日に限り松村香織が加入し、メンバー全員の卒業を発表した。

### 音楽アルバム
- I LOVE MGZ（2015年7月29日、ビクターエンターテインメント）[11]